# Piroshomlokú aratinga
A piroshomlokú aratinga (Psittacara wagleri), korábban Wagler-aratinga, a madarak osztályának papagájalakúak (Psittaciformes) rendjébe és a papagájfélék (Psittacidae) családjába tartozó faj.

## Rendszerezése
A fajt George Robert Gray angol zoológus írta le 1845-ben, a Conurus nembe Conurus Wagleri néven.

## Alfajai
- Psittacara wagleri wagleri (G. R. Gray, 1845)[4]
- Psittacara wagleri minor Carriker, 1933 vagy Psittacara frontatus minor
- Psittacara wagleri transilis J. L. Peters, 1927
- Psittacara wagleri frontatus (Cabanis, 1846) – Az új rendszertan faji szinten kezeli, mint andesi aratinga (Psittacara frontatus)[3]

## Előfordulása
Dél-Amerika északnyugati részén, Kolumbia és Venezuela területén honos. Természetes élőhelyei a szubtrópusi vagy trópusi síkvidéki és hegyi esőerdők, száraz erdők és cserjések, valamint szántóföldek és másodlagos erdők. Vonuló faj.

## Megjelenése
Átlagos testhossza 36 centiméter, testtömege 162-217 gramm.

## Természetvédelmi helyzete
Az elterjedési területe még nagyon nagy, de folyamatosan csökken, egyedszáma is csökken. A Természetvédelmi Világszövetség Vörös listáján mérsékelten fenyegetett fajként szerepel.